# 강낙원 (체육인)
강낙원(姜樂遠)은 일제강점기와 대한민국 건국 초기에 활동한 체육인이다.

## 생애
강원도 춘천 출신으로 경성부에서 공부한 뒤 일본에서 검도를 배웠다. 이후 휘문고등보통학교와 연희전문학교 등에서 체육을 가르쳤다. 한국 검도와 유도의 선구자로 알려져 있다.
이상재의 소개로 만나 결혼한 부인 오현주는, 1919년 발생한 3·1 운동 직후 투옥자들을 뒷바라지하는 자선 단체 혈성부인회를 조직한 신여성이었다. 두 유명한 독립운동가 김마리아와 오현주는 정신여학교 동창이었다. 이들은 상하이의 대한민국 임시정부의 지도를 받아 대한민국애국부인회를 결성해 활동했다.
강낙원도 3·1 운동에 가담한 뒤 상하이로 건너가 임시정부를 방문했는데, 이를 계기로 독립운동과 군자금 모집에 회의를 느끼게 되었다. 그는 상하이 방문 후 부인에게 애국부인회에서 손을 뗄 것을 거듭 권유했고, 대구의 형사인 유근수를 데려와 오현주로 하여금 애국부인회의 조직과 활동을 털어놓게 하였다. 결국 오현주의 밀고로 애국부인회에 가담한 여성들이 대거 체포되어 대구로 압송되었다.
이 사건으로 전국 조직이 와해된 애국부인회는 해체되었다. 두 사람의 행위는 1회성 밀정 활동이었으나, 몸담고 있던 조직을 배신한 것이었기에 일제 강점기 동안 많은 지탄을 받았다. 이 사건으로 강낙원 부부가 일본 경찰의 상금을 받아 집을 구입하고 부유하게 지냈다는 소문도 떠돌었다. 강낙원은 1921년에 한국 최초의 사설 도장인 조선무도관을 설립해 제자들을 가르치고 1927년 조선씨름협회를, 1934년에는 전조선아마튜어권투연맹을 창립하는 등 한국 체육계의 실력자로 부상했다.
광복 후에도 대한검사회를 창설해 임시회장을 맡고, 대한청년단 최고위원을 지내는 등 활발한 사회 활동을 하다가, 1949년에 부인과 함께 반민족행위특별조사위원회에 의해 체포되었다. 당시 58세이던 강낙원은 “오현주를 이렇게 스파이로 만들어 함께 매족행위를 한” 인물로 묘사되었다. 그러나 반민특위가 경찰의 습격을 받고 해체되면서 처벌은 받지 않았다.
2002년 민족정기를 세우는 국회의원모임이 광복회와 함께 선정한 친일파 708인 명단 중 밀정 부문에 선정되었다.

## 같이 보기
- 대한민국애국부인회 사건
- 오현주
- 대한검사회

## 참고자료
- 고원섭 (편) (1949). 〈高等警察 金德基와 그 一行들〉. 《반민자죄상기》. 서울: 백엽문화사.
- “피의자신문조서/오현주 1”. 반민족행위특별조사위원회. 1949년 3월 28일. 2008년 4월 10일에 확인함.[깨진 링크(과거 내용 찾기)]